# Howard (familia)
La familia Howard, es llamada la Segunda Familia de Inglaterra y están encabezados por el duque de Norfolk, Par de Inglaterra.
Aunque su pedigrí legendario remonta los orígenes de la familia al siglo X, la descendencia indisputable empieza con Sir William Howard (fallecido en 1308), que fue juez en la Cámara de los Comunes durante el Parlamento Modelo de 1295.
Su retataranieto, Sir Robert Howard, se casó con Lady Margaret Mowbray, hija mayor de Thomas Mowbray, 1.º Duque de Norfolk. La línea de los duques se había extinguido en 1481, al fallecer la heredera del último duque, Anne Mowbray, a los 9 años de edad; cuando su esposo Richard, Duque de York, fue declarado ilegítimo, el rey Ricardo III de Inglaterra nombró al hijo de Sir Robert y Lady Margaret, John Howard, I Duque de Norfolk, reinstaurando el título el 28 de junio de 1483, en el 200.º aniversario de la Baronía de Mowbray, a la que también era coheredero. Previamente, John ya había sido aceptado en el Parlamento de Eduardo IV como Lord Howard, y nombrado Conde Mariscal con carácter hereditario.
La familia Howard es conocida por su recusacionismo y por su adhesión ferviente al catolicismo durante la Reforma anglicana, lo que les impidió ocupar con regularidad sus asientos en la Cámara de los Lores. De hecho, se les considera la familia católica más importante de Inglaterra.
Los títulos, tanto de duque como de conde mariscal, han sido revertidos y restaurados en numerosas ocasiones entre los siglos XV y XVII. Antes que Carlos II los restaurara definitivamente, los Howard habían heredado el antiguo título de condes de Arundel, a través de una heredera, y habían establecido ramas adicionales que han sobrevivido hasta hoy. Ana Bolena y Catalina Howard, esposas de Enrique VIII pertenecían a esta familia.

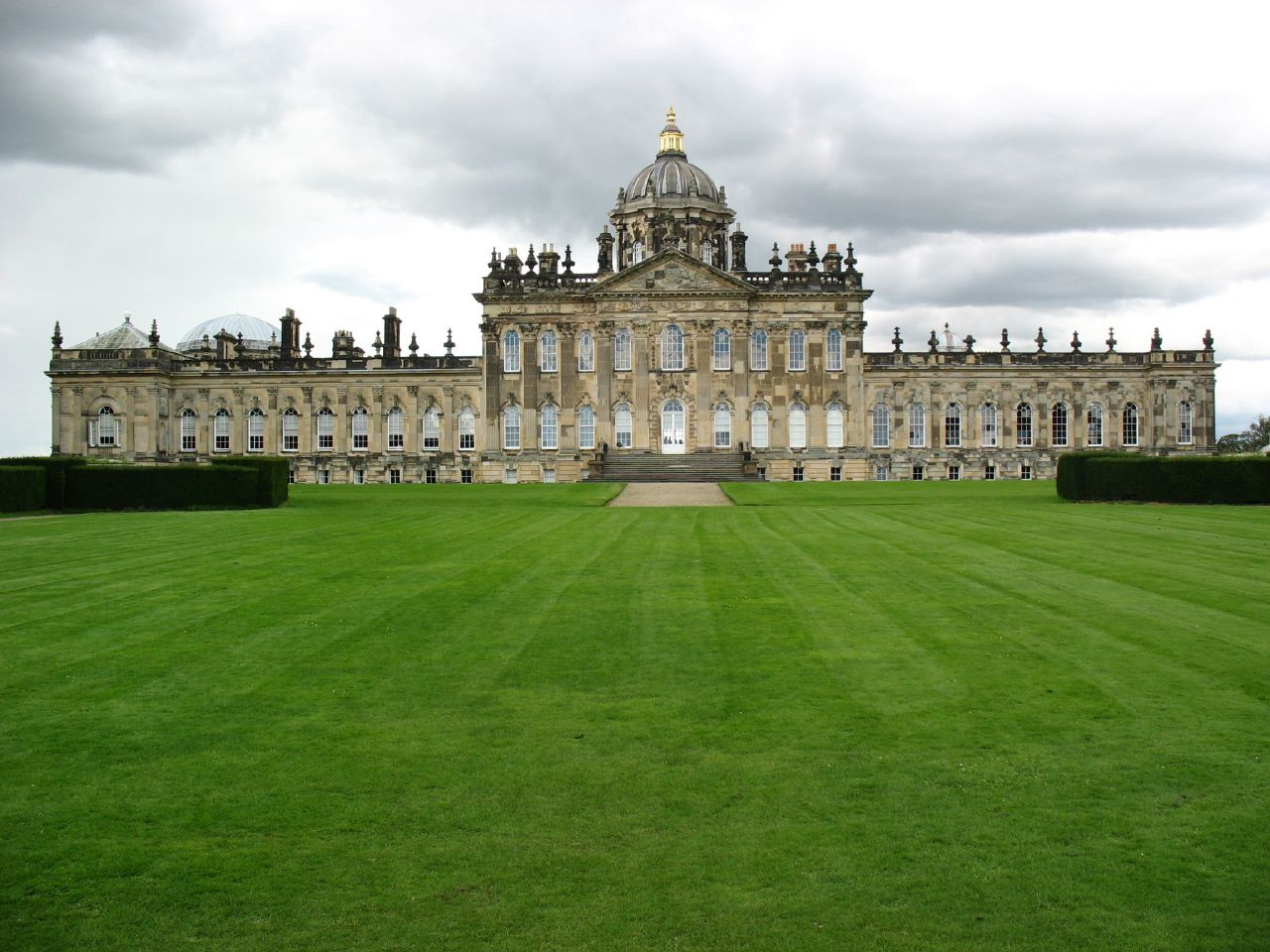
Castillo de Howard

Una rama de la familia ha ocupado el Castillo de Howard, una de las residencias campestres más magníficas de Inglaterra, por más de trescientos años.
En orden de señorío genealógico, la familia Howard posee los siguientes títulos:
- Barones Howard de Penrith, desciende de un hijo menor del 6.º duque.
- Condes de Suffolk y Berkshire, a partir del segundo hijo del 4.º Duque.
- Condes de Carlisle, a partir del tercer hijo del 4.º Duque.
- Condes de Effingham, descendiendo del cuarto hijo del 2.º Duque, que fue Lord Almirante, y cuyo hijo fue comandante en jefe contra los Armada Invencible.

Los títulos obtenidos por rama femenina son demasiado numerosos para relacionarlos.